# بلک بارت
بلک بارت (انگلیسی: Black Bart; حدود 1829 – پس از ۲۸ فوریهٔ ۱۸۸۸) قانون‌شکن و راهزن جاده‌ای دلیجان اهل ایالات متحده آمریکا بود که به واسطهٔ به جا گذاشتن پیام‌های شاعرانه، در دست‌کم دو محل سرقت خود مشهور و مورد توجه عموم قرار گرفت. نام واقعی وی چارلز ای بولز بود هر چند، اغلب، توسط دوستانش چارلی خطاب می‌شد. از وی به عنوان یک راهزن نجیب‌زاده یاد می‌گردید که در سرقت‌ها، پیچیدگی و سبک مخصوص به خودش را داشت. بلک بارت یکی از بدنام‌ترین سارقان دلیجان بود که در طی دهه‌های ۱۸۷۰ تا ۱۸۸۰ میلادی در کالیفرنیای شمالی و اطراف آن و همچنین مناطق جنوبی اورگن فعالیت می‌کرد
چارلز ای بولز هنگامی که نام مستعار بلک بارت (بارت سیاه‌دل) را برگزید، حداقل، ۲۸ مرتبه دلیجان‌های ولز فارگو را در سرتاسر کالیفرنیای شمالی بین سال‌های ۱۸۷۵ تا ۱۸۸۳ غارت کرد. او همچنین چندین مرتبه در مسیر تاریخی سیسکیو، میان کالیفرنیا و اورگن نیز به غارتگری پرداخت. در تمام سرقت‌ها آن‌طور که مستند شده‌است، تنها ۲ شعر از خودش به جا گذاشت - در محل سرقت چهارم و پنجم - اما همین دو مورد، به برجسته‌شدن امضای راهزنی او و مشهور شدنش در میان عوام کمک شایانی کرد. بولز بسیار موفق بود و اغلب، هزاران دلار در طول سال از محل راهزنی و سرقت عایدی داشت. او از اسب‌ها می‌ترسید و همهٔ سرقت‌هایش را پیاده انجام می‌داد که همین موضوع به همراه بر جا گذاشتن مضامین شاعرانه، به افزایش شهرت وی دامن زد. طبق گزارش‌های مستدل، چارلز ای بولز در طول سال‌هایی که به عنوان راهزن فعالیت می‌کرد هرگز، حتی برای ۱ مرتبه اسلحه شلیک نکرد.